# Famille Quellin
Cette page explique l’histoire ou répertorie les différents membres de la famille Quellin.

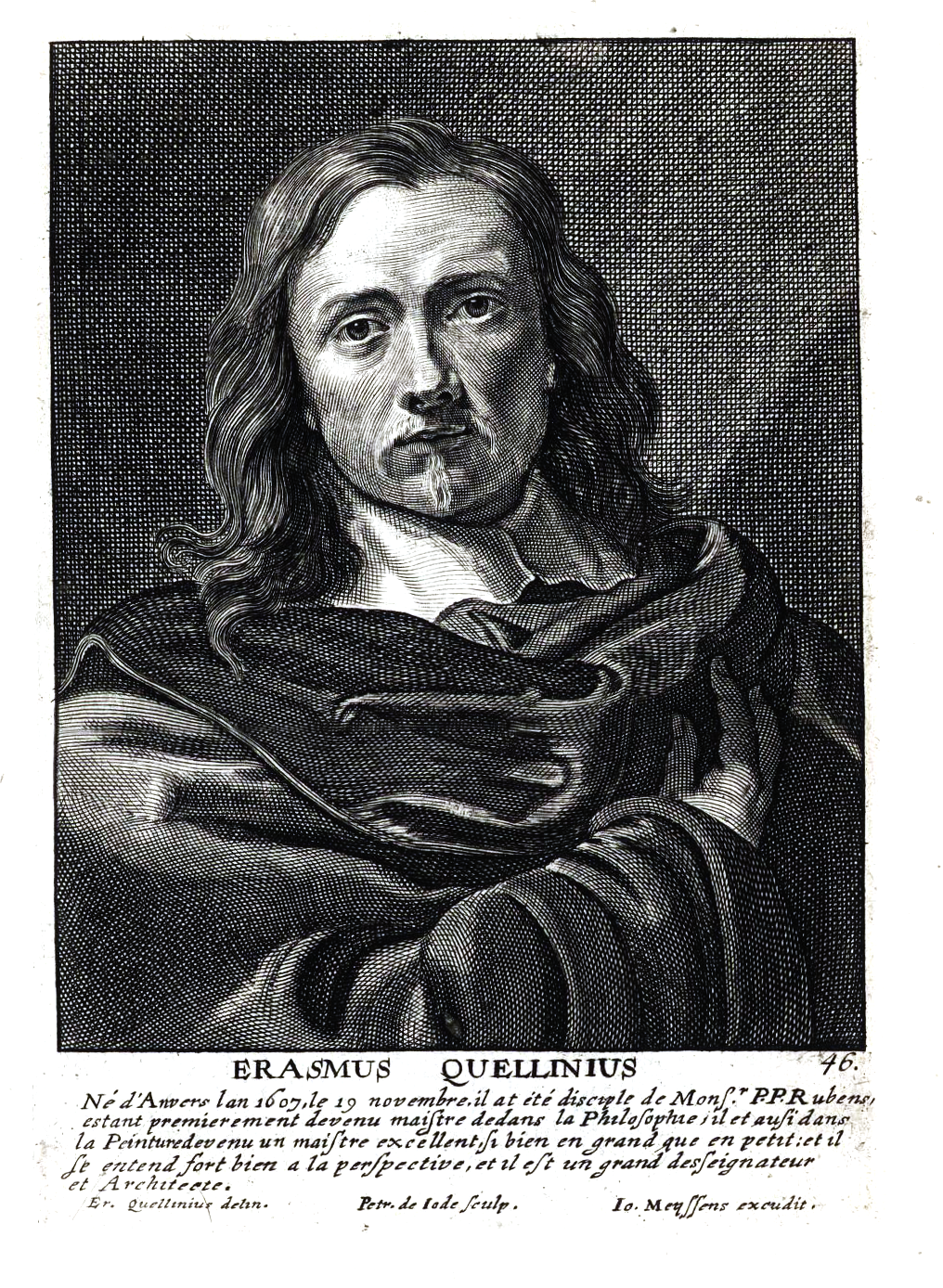
Portrait d'Erasmus Quellinus (Erasme II Quellin) en 1662.

La famille Quellin ou sous sa forme latinisée Quellinus et Quellinius (à côté de ces formes, les archives donnent : Quellien, Quellyn et Quellinck) est une famille d'artistes flamands originaire de Saint-Trond en la Principauté de Liège et établie à Anvers vers le début du XVIIe siècle.

## Généalogie
Les divers auteurs proposent le schéma familial suivant :
- X. Quellin (?)
  - Érasme Quellin l'Ancien (1584-1639), sculpteur
    - Érasme II Quellin (1607-1678), peintre
      - Jean-Érasme Quellin (1634-1715), peintre

    - Artus Quellin l'Ancien (1609-1668), sculpteur
    - Hubert Quellin (1619-1687), graveur[3]

  - Arnold Quellyn, vivant à Saint-Trond, frère d'Érasme Quellin l'Ancien, épousa Marie Morren[4].
    - Artus Quellin le Jeune (1625-1700), sculpteur, neveu d'Érasme Quellin l'Ancien
      - Artus Quellin III (dit Arnold en Angleterre) (1653-1686), sculpteur[5],[6],
      - Cornelis Quellin (1658-1709), peintre,
      - Thomas Quellin (1661-1707), sculpteur[7]